# Giovanni Battista Bettini
Giovanni Battista Bettini (* um 1640 in Breganzona; † nach 1701 ?) war ein Schweizer Baumeister und Stuckateur.

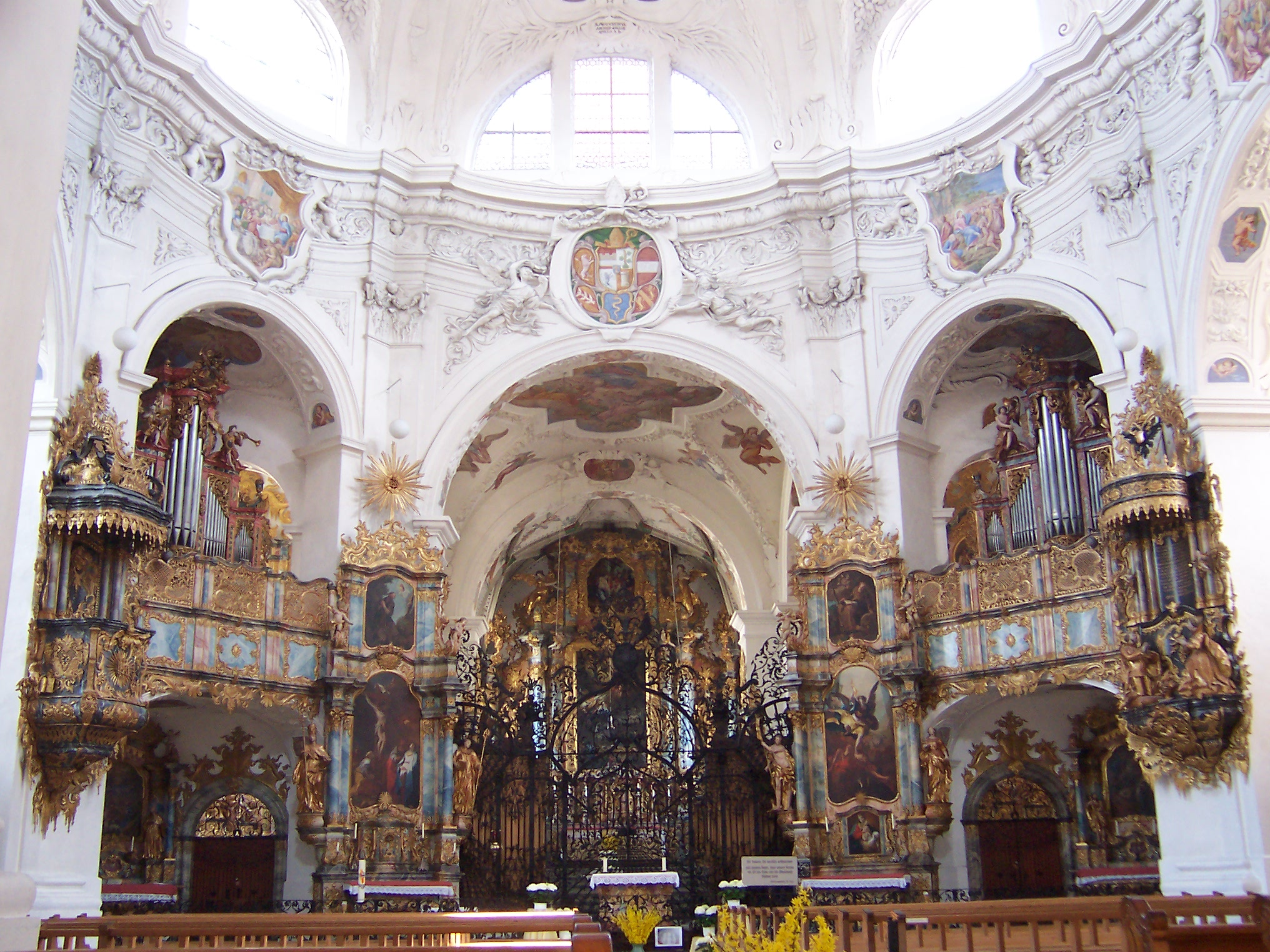
Blick in das Oktogon der Klosterkirche Muri, das als Hauptwerk Bettinis gilt.

## Leben
Giovanni Battista Bettinis genauen Lebensdaten sind unbekannt. Seine Familie stammte aus dem Tessiner Ort Breganzona und brachte im 17. Jahrhundert mehrere Kunstschlosser hervor. Erstmals belegt in Erscheinung tritt Bettini in Schneisingen, wo er nach 1664 im Schlössli zwei Zimmer stuckierte. Im Jahr 1687 stuckierte Bettini die Abtkapelle des Klosters Muri, 1693 die Klosterkirche Pfäfers. In den Jahren von 1694 bis 1696 war er verantwortlich für Bau und barocke Stuckierung des Oktogons der Klosterkirche Muri. Im Anschluss arbeitete Bettini von 1696 bis 1698 an der Stuckierung der Stadtkirche Baden. Immer wieder arbeitete Bettini in dieser Zeit mit dem Freskomaler Francesco Antonio Giorgioli  zusammen. 1700/01 war Bettini in Deutschland tätig, unter anderem in der Martinskirche in Gengenbach.
Danach verliert sich seine Spur. Ob es sich bei dem Ingenieur Giovanni Battista Bettini, der zwischen 1720 und 1725 einen Entwurf für eine neue Kapelle von Santa Maria delle Grazie in San Giovanni Valdarno in der Toskana verfasst hat, um den Tessiner Bettini handelt, ist fraglich. Eindeutig ein anderer Künstler gleichen Namens ist der 1776 in Latisana im Friaul tätige Bildhauer.

## Werke
- 1664: Schössli, Schneisingen
- 1687: Abtskapelle, Kloster Muri
- 1694–1696: Oktogon der Benediktinerklosterkirche, Kloster Muri
- 1691: Stuckmarmoraltäre, Prämonstratenserklosterkirche, Obermarchtal
- 1693: Stuckdekoration, Benediktinerklosterkirche, Pfäfers
- 1696–1698: Stuckdekoration, Stadtkirche Baden
- 1700/01: Stuckdekoration, Martinskirche, Gengenbach